# Makarewa (Oreti)
La rivière Makarewa est un cours d'eau de la région du Southland dans l'île du Sus en Nouvelle-Zélande et le principal affluent du fleuve l'Oreti, en rive gauche.

## Géographie
Il coule sur 60 kilomètres, de sa source dans les collines Hokonui, et conflue avec l'Oreti juste au nord de la ville d'Invercargill.